# جيذرة
جَيْذَرَة أو القرش السداسي الخياشيم أو الهيكسانتشوس (بالإنجليزية: Sixgill Shark أو Hexanchus) هو جنس من أسماك القرش التي تعيش في المناطق العميقة من البحار، وتتميز برؤوسها العريضة والمستدقة، أسنانها السفلية الشبيهة بأسنان المشط، ذيلها الطويل، وتتميز عن باقي أسماك القرش الأخرى بوجود ستة فتحات خيشومية. وقد يصل طولها إلى 5 متر وتصل كتلتها إلى 600 كجم.

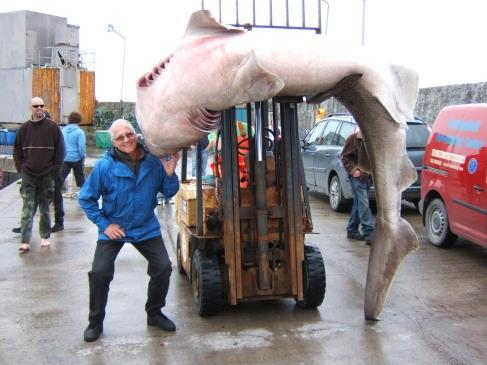
قرش سداسي الغلاصم مصطاد للعلم

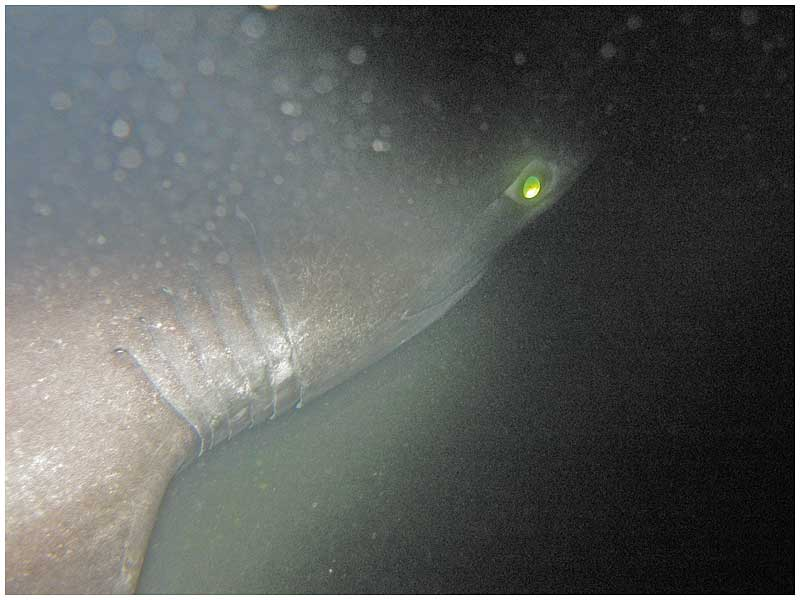
بؤبؤ قرش سداسي الغلاصم

## الأنواع
يوجد نوعان معروفان من القرش السداسي الخياشيم، هما:
- قرش سداسي الخياشيم كليل الخطم، Hexanchus griseus
- قرش سداسي الخياشيم كبير العينين، Hexanchus nakamurai أو Hexanchus vitulus